# Arrondissement Tulle
Arrondissement Tulle je francouzský arrondissement ležící v departementu Corrèze v regionu Limousin. Člení se dále na 14 kantonů a 118 obcí.

## Kantony
- Argentat
- Corrèze
- Égletons
- Lapleau
- Mercoeur
- La Roche-Canillac
- Saint-Privat
- Seilhac
- Treignac
- Tulle-Campagne-Nord
- Tulle-Campagne-Sud
- Tulle-Urbain-Nord
- Tulle-Urbain-Sud
- Uzerche